# Aeroporto Internazionale Lynden Pindling
L'Aeroporto Internazionale Lynden Pindling (Lynden Pindling International Airport) (IATA: NAS, ICAO: MYNN), precedentemente conosciuto come Aeroporto Internazionale di Nassau, è il più grande aeroporto delle Bahamas.
Dispone di due piste, una di 3358 m e l'altra di 2537 m.
È intitolato a Lynden Pindling, il primo a ricoprire la carica di primo ministro delle Bahamas.